# Laxöringstjärnen, Hälsingland
Laxöringstjärnen är en sjö i Ljusdals kommun i Hälsingland och ingår i Ljusnans huvudavrinningsområde.